# Rokytnice nad Jizerou
Rokytnice nad Jizerou é uma cidade checa localizada na região de Liberec, distrito de Semily.